# Aghalee
Aghalee är en ort i Storbritannien.   Den ligger i distriktet Lisburn and Castlereagh och riksdelen Nordirland, i den västra delen av landet, 500 km nordväst om huvudstaden London. Aghalee ligger 30 meter över havet och antalet invånare är 774.
Terrängen runt Aghalee är platt, och sluttar västerut. Runt Aghalee är det ganska tätbefolkat, med 166 invånare per kvadratkilometer. Närmaste större samhälle är Lisburn, 14,9 km öster om Aghalee. Trakten runt Aghalee består i huvudsak av gräsmarker.